# 混元派
混元派是一个道教派别，由雷默庵所创。
西晋时期，路大安（又名路光）因仕途艱進而舍家修道，得太上老君授予的《六天如意大法經錄》，遂以符水替百姓消灾解厄。路大安舅舅王戎为解虎兕之患张榜纳士，路大安揭榜觐见惠帝后，以混元法降伏虎兕，晋惠帝赞赏其“吾朝真天師也，與漢天師殊時同號，異世同功”，路大安辞谢后居于華山，以混元經傳郭璞，以混元法傳許旌陽，以混元針灸傳之妙通朱仙。大安元年八月十二日，飞升成仙，任职为司命真君，辅佐紫微北極大帝。
宋嘉定十四年十一月初五日，混元派创始人雷默庵（諱時中，字可權，號默庵，又號雙橋）诞生，其本是江西豫章人，后迁居武昌金牛鎮，自幼通读诗詞，三次舉乡荐。蒙古帝国进攻南宋时，举家迁往九江吉甫。景定五年与殿帅前往太平宫酬醮，夜宿太平宫聽雨軒，梦中被上帝告知其与“功名无望，陰官有綠”。太平宫知宫也梦见採訪真君通告次日将有一靈官亲自来烧香。次日殿帅疲惫，让雷默庵代其上香。知宮将梦中事告知于雷默庵，雷默庵遂放弃功名，回金牛鎮一心访道。咸淳六年三月三日玄武誕辰，雷默庵誦读《度人經》表贺，忽然一道人前来授与《混元六天如意道法》，并嘱咐齋戒七日後方可開看。七日後開卷，辛天君降临告知雷默庵，将此书授于他的道人正是西晋时遇太上老君传授此书后飞升的路真人，并说：“卿名在仙籍，七世為儒，三世行法，並無纖過，當大興吾教”。之後雷默庵创混元派传道度人，弟子數千，混元之教大行于世。元贞元年四月初五日逝去，上帝陞真人為玄都上相、混元妙道普濟真君、雷聲演教天尊。